# Sabotagem Chetnik das linhas de comunicação do Eixo
A Sabotagem Chetnik das Linhas de Comunicação do Eixo foi uma campanha do Exército Iugoslavo na Pátria (comumente conhecido como Chetniks) na qual sabotou as linhas de comunicação do Eixo, principalmente ao longo dos rios Morava, Vardar e Danúbio, para obstruir o transporte de material de guerra alemão, através da Sérvia até Salônica e depois até à Líbia durante a campanha do Deserto Ocidental. As sabotagens de Chetnik foram organizadas a partir de 31 de abril, ou segundo algumas fontes, desde julho ou início de agosto de 1942.
Após o apoio inicial às táticas Chetniks de Mihailović usadas contra as forças do Eixo na Sérvia, desde o encerramento do verão de 1942, os britânicos começaram a acreditar que tais ações não eram suficientes. Por outro lado, o comando alemão decidiu que tais ações eram suficientes para tomar a decisão de aniquilar os chetniks.
Durante o período em que ocorreram estes acontecimentos, o comando Chetnik foi integrado por membros da missão britânica, Edgar Hargreeves e Jasper Rootem.

## Contexto
O general britânico Harold Alexander enviou um telegrama pessoal a Draža Mihailović antes da ofensiva contra Rommel na África, solicitando-lhe que organizasse uma campanha em grande escala contra as linhas de comunicação do Eixo, a fim de obstruir o transporte de material de guerra alemão através da Sérvia para Salónica e posteriormente para a Líbia.  Mihailović queria manter a confiança britânica no Exército Jugoslavo na Pátria, que estava fadada a sofrer devido à cooperação tácita com os italianos. Mihailović decidiu envolver as suas forças na Sérvia ocupada pelos alemães numa campanha de sabotagem contra os transportes ferroviários alemães.  As ações de sabotagem contra as ferrovias foram as menos arriscadas e poderiam provar aos Aliados que os Chetniks são capazes de criar desvios na retaguarda alemã em caso de invasão aliada aos Bálcãs. 

## Ações de sabotagem à ferrovia
Os Chetniks lançaram uma campanha de ataques às ferrovias do Eixo, principalmente à importante ferrovia Belgrado-Niš-Salónica, através da qual as forças do Eixo transportaram grandes quantidades de materiais para transbordo de Salónica para a frente africana. 
A sabotagem das ferrovias por Chetnik começou em 31 de abril de 1942, quando o capitão Lazović ordenou que todos os comandantes de brigadas estabelecessem grupos de quatro pessoas que trabalham nas ferrovias para trabalhar para os Chetniks e que retirariam combustível, alimentos e armas dos trens.  Muitos dos trabalhadores ferroviários eram informantes de Mihailovic e informaram-no sobre importantes entregas de suprimentos ou movimentos importantes de tropas alemãs. 
Em maio de 1942, Mihailović exigiu que o comando britânico usasse explosivos pesados para destruir as linhas de abastecimento alemãs que atravessavam a Sérvia e o Egeu para as tropas alemãs no Norte de África. 
Para executar os atos de sabotagem, o Estado-Maior de Sabotagem Ferroviária foi criado em Belgrado no verão de 1942, com equipes ferroviárias subordinadas para quatro regiões. As sabotagens foram confiadas a funcionários ferroviários na Sérvia, que seriam auxiliados por grupos de desvio Chetnik chamados Trojkas (grupos de três). 
Em 9 de agosto de 1942, Mihailović enviou uma ordem através de sua conexão "506" em Belgrado para sabotar ferrovias e trens ao longo dos rios Morava e Vardar.  Em 26 de agosto, Mihailović enviou instruções ao major Radoslav Đurić para organizar equipes de desvio de três homens para ações de sabotagem na ferrovia entre Vranje e Belgrado.  Segundo texto publicado na revista Atlantic, as forças alemãs perderam 15% dos seus suprimentos de guerra por causa da campanha de sabotagem dos Chetniks de Mihailović durante o verão de 1942. 
Em 20 de setembro de 1942, Slobodan Jovanović, o presidente do governo iugoslavo no exílio, informou Mihailović sobre o pedido do general Alexander, comandante britânico no Oriente Médio, para que os chetniks atacassem as linhas de comunicação do Eixo e fizessem outro favor à causa aliada.  Em 25 de setembro de 1942, Jovanović enviou outra mensagem ao General Mihailović com um pedido para sabotar os transportes de material de guerra do Eixo para Salónica, enfatizando que é de interesse vital para a causa Aliada.  Para apoiar a campanha do Deserto Ocidental, os Chetniks organizaram uma campanha contra as comunicações do Eixo através da Sérvia ocupada pelos alemães. Esta campanha foi testemunhada por Hudson. 
No dia 6 de novembro, Jovanović enviou outra mensagem ao General Mihailović, enfatizando que o lado britânico reconhece as ações bem-sucedidas de Chetnik até então e a escala de represálias que essas ações causaram. Jovanović informou ainda a Mihailović que o lado britânico solicitou aos Chetniks que duplicassem os seus esforços, sublinhando que seria a contribuição mais directa e mais útil para a luta das forças aliadas em África. 
Após sua chegada ao quartel-general de Chetnik, Bailey decidiu reforçar as missões britânicas aos Chetniks com sapadores militares bem treinados que poderiam ajudar os Chetniks a serem mais eficazes na sabotagem das linhas de comunicação alemãs.  Das 362 locomotivas que operavam na linha ferroviária Belgrado-Niš-Thessaloniki, os Chetniks relataram que 112 estavam fora de serviço em dezembro de 1942.  Um membro da missão americana John Jock de Chicago foi designado para o Corpo Avala do Exército Iugoslavo na Pátria, também de ascendência iugoslava, que foi o principal organizador de sabotagens na ferrovia Belgrado-Nis e Belgrado-Raska-Kosovska Mitrovica. 
Em suas memórias do pós-guerra, o oficial Chetnik Radomir Petrović Kent enfatizou que a Brigada Chetnik Boljevac sob seu comando conduziu 40 desvios na ferrovia usada para transportes alemães para as forças de Rommel durante a batalha na África. 
Com base nos pedidos britânicos, o quartel-general do Exército Iugoslavo na Pátria ordenou que suas forças se preparassem para sabotar as ferrovias na Sérvia ocupada pelos alemães. Na sequência destas ordens, Dragutin Keserović, comandante do Corpo Rasina, emitiu uma orientação geral instando os camponeses na sua área de operações a esconderem cereais, gado e forragens das forças de ocupação.

## Tentativa de bloquear o Danúbio em Đerdap
Com base no acordo entre Draža Mihailović e o Coronel William Bailey, que era chefe dos Oficiais de Ligação Britânicos no QG de Chetnik, nove submissões britânicas que tinham sua própria comunicação de rádio separada com a base SOE no Cairo foram transportadas por aviões e lançadas de pára-quedas para a sede de vários Chetnik Corpo desde abril de 1943.  A primeira missão sob o comando do Major Eric Greenwood foi lançada de pára-quedas em Homolje no QG do Krajina Corps sob o comando de Velimir Piletić e o segundo grupo de dois oficiais, o Major Jasper Rootem e o Coronel da Nova Zelândia Edgar Hargreeves juntaram-se a eles em 21 de maio de 1943.    Eles participaram do ataque de Chetniks do Corpo de Krajina a barcos alemães no Danúbio e de outros atos de sabotagem aos transportes ferroviários alemães através da Sérvia. 
Mihailović não conseguia acreditar que os britânicos e os americanos pudessem apoiar os comunistas contra ele, por isso continuou a agir como parte dos Aliados e intensificou a sabotagem anti-alemã na segunda metade de 1943.  A razão para atacar barcos alemães no Danúbio em outubro de 1943, na aldeia de Boljetin, em Đerdap, foi afundá-los e bloquear esta importante rota de transporte para as forças do Eixo.  O ataque foi organizado pela Brigada Porečka do Corpo Krajina.  Esta brigada usou um pequeno canhão para afundar dois barcos com projéteis perfurantes, mas falhou.  Os barcos que foram fortemente danificados e permaneceram no lado romeno do Danúbio para reparos. 

## Reações

### Aliados
Em 1º de dezembro de 1942, Mihalovic recebeu uma saudação do Chefe do Estado-Maior Imperial Britânico, Alan Brooke , que expressou suas felicitações pelo maravilhoso empreendimento do Exército Iugoslavo.  A campanha dos Chetniks de Mihailović contra as comunicações do Eixo foi elogiada pelo Comando Britânico do Oriente Próximo em um telegrama para Mihailovic em 16 de agosto de 1943, afirmando: "Com admiração, estamos acompanhando suas operações dirigidas, que são de valor inestimável para nossa causa aliada." 

Até o final do verão de 1942, o comando britânico e a SOE favoreceram uma ação de resistência que correspondesse à opinião de Mihailović.  Em agosto de 1942, o diretor da SOE, Hugh Dalton, relatou:
"Os Jugoslavos [o governo no exílio em Londres], o Ministério da Guerra e todos nós concordamos que os bandos de guerrilha e de sabotagem actualmente activos na Jugoslávia deveriam mostrar resistência activa suficiente para causar embaraço constante às forças ocupantes e impedir qualquer redução da sua números. Mas deveriam manter a sua organização na clandestinidade e evitar qualquer tentativa de revoltas em grande escala ou de operações militares ambiciosas, que só poderiam resultar actualmente numa repressão severa e na perda dos nossos homens-chave. Eles deveriam agora fazer tudo o que puderem para preparar uma organização clandestina generalizada, pronta para atacar com força mais tarde, quando dermos o sinal."
O historiador Milazzo enfatiza que o governo iugoslavo no exílio e Mihailović como seu membro não queriam submeter o povo da Sérvia às represálias alemãs, como as de 1941, então a campanha de sabotagem durou pouco depois de ter sido iniciada apenas no início de agosto de 1942. 
Mesmo durante 1944, quando os comunistas atacavam repetidamente os Chetniks, principalmente com armas e suprimentos que recebiam dos Aliados ou com o seu apoio, os Chetniks sabotaram as comunicações alemãs, envolveram-se em batalhas menores e resgataram aviadores Aliados abatidos na Iugoslávia. 

### Eixo
Por causa da campanha de sabotagem de Chetnik, os alemães decidiram acertar as contas de uma vez por todas com os Chetniks de Mihailović, enquanto, por outro lado, o comando britânico esperava mais. 
Hitler culpou os chetniks na Sérvia por sua derrota na África e emitiu uma ordem para a aniquilação completa de todas as forças chetniks, também enviada a Mussolini em uma carta de 16 de fevereiro de 1943. 
Não temos outra escolha senão aniquilar todos os chetniks e usar os meios mais brutais contra os bandidos.

—Adolf Hitler
As fontes iugoslavas do pós-guerra publicaram informações sobre as negociações entre os chetniks e os alemães que insistiam que os chetniks deveriam cessar a luta e as ações de sabotagem contra as forças alemãs e seus aliados como pré-condição para um eventual acordo. 